# BSC Saturn Cologne
Le BSC Saturn 77 Köln, était un club allemand de basket-ball issu de la ville de Cologne. Le club, appartenant à la Basketball-Bundesliga soit le plus haut niveau du championnat allemand, a disparu en 1993.

## Palmarès
- Champion d'Allemagne : 1981, 1982, 1987, 1988,
- Coupe d'Allemagne : 1980, 1983

## Entraîneurs
- 1983-1986 :  Ralph Klein